# 신법
신법(神法, Divine law)이란 하느님의 의지나 신들의 의지처럼 직접적으로 신의 기원을 믿는 어떤 법이다. 인간이 만든 법과는 대조적이다. 인간에게 독립된 자연법(自然法, natural law)과 달리 신법들은 전달자(human narrators)에게 의존하고 다른 문화와 밀접하게 관계가 있다. 그것들은 새로운 계시를 통하여 시간안에서 인간 인식을 변화시킬수 있다. 그러나 신법들은 영원하고 일정하며, 변화에 따르지 않는다. 신법들은 유대교의 토라, 기독교의 성경, 이슬람교의 꾸란과 같은 경전 안에 포함되어 있다.

## 토마스 아퀴나스
토마스 아퀴나스의 자연법 논문에서 신법은 계시나 성경으로부터 오는데 성경적인 법이다. 인간의 구원을 위해 필요한 것이다. 아퀴나스에 따르면 신법은 자연법과 혼동되어서는 안 된다. 신법은 주로 대부분 자연법이며 실정법이 될 수 있다.

## 칼뱅주의
종교개혁가 장 칼뱅은 신의 주권적 의지의 행사를 강조한다. 따라서 신의 의지는 성경을 통하여 나타는 그의 법이다. 인간은 그에게 법에 순종함으로써 하나님의 뜻에 협력하게 된다. 칼뱅주의는 이런 신의 의지와 신법의 강조를 통하여 문화와 세계관에 영향을 주었다.
칼뱅주의는 일반 은총을 적극적으로 주장한다. 그래서 자연법은 이 교리에 기초하고 있다. 김영한에 따르면 자연법의 원리는 “공정함”(fairness)이다. 실정법(Positive law)은 공정함이 없다면 무의미하다고 한다. 하나님은 죄로 파멸되지 않도록 실정법을 통해서 자신이 창조하신 이 세상을 섭리로 인도하신다. 칼뱅은 이런 일반 은총의 관점에서 로마법과 국가의 권력을 인정했고, 일반 은총의 범위에서 세상의 통치자의 권위를 인정했다.

## 같이 보기
- 율법폐기론
- 대 사명
- 할라카
- 그리스도의 법
- 새 계명
- 샤리아
- 십계명

## 참고 문헌
- Catholic Encyclopedia: Moral Aspect of Divine Law